# The Yellow Ticket
The Yellow Ticket, também conhecido como The Yellow Passport (Brasil: O Passaporte Amarelo / Portugal: O Passaporte Maldito), é um filme norte-americano de 1931, do gênero drama, baseado em uma peça de Michael Morton, produzido pela Fox Film Corporation e dirigido por Raoul Walsh. O filme estrelou Elissa Landi, Lionel Barrymore e destaque de Boris Karloff. O filme também é conhecido por sua breve vislumbre de nudez.

## Elenco
- Elissa Landi ... Marya Kalish
- Lionel Barrymore ... Baron Igor Andrey
- Laurence Olivier ... Julian Rolfe
- Walter Byron ... Count Nikolai
- Frederick Burt
- Arnold Korff ... Grandfather Kalish
- Mischa Auer ... Melchior
- Edwin Maxwell ... Agente de polícia
- Rita La Roy ... Fania Rubinstein
- Sarah Padden ... Mãe de Kalish
- Boris Karloff ... Orderly
- Alex Melesh ... Agente de polícia